# Safia pacifica
Safia pacifica là một loài bướm đêm trong họ Noctuidae.